# أليكسيس باكلوت
أليكسيس باكلوت (بالفرنسية: Alexis Bachelot)‏ (و. 1796 – 1837 م) هو كاهن كاثوليكي  فرنسي، ولد في Saint-Cyr-la-Rosière ‏، توفي في المحيط الهادئ، عن عمر يناهز 41 عاماً.

## التعليم
تعلم في Irish College in Paris ‏
.